# Магадченко Сергій Пилипович
Магадченко Сергій Пилипович (1934—2005) — фахівець у галузі радіолокаційної та оптико-електронної техніки, Державна премія СРСР (1985).

## Біографія
Закінчив Київський політехнічний інститут в 1956 році.
Працював старшим інженерним-конструктором п/с 3046 (Москва, 1956—1960 рр. у київському НДІ «Квант» (1960—1961 — інженер-конструктор, 1962—1981 — пров. конструктор—начального сектору, 1988—2005 рр. — провідний інженер-конструктор) та однойменний НВО (1981—1988 рр. — начальник конструктор.-технологічного відділу відділу—головного технологічного). Науковий дослідження: розроблення та удосконалення радіолокаційна та оптико-електронні техніки для ВМФ, військової авіації та сухопутних військ. Був заступником головного конструктора низки складних комплексів військової техніки, прийнятих на озброєння. Наукової праці закритої тематики, значна їх частина присвячена конструюванню та випробуванням антенних пристроїв новітньої систем військової техніки.

## Праці
- Система морской космической разведки и целеуказания. Санк-Петербург, 2002;
- Тука Б., Радченко О. Багатофункціональні системи розвідки і цілевказування протикорабельним ракетним комплексам // Арсенал XXI